# Martha McCabe
Martha McCabe (Toronto, 4 agosto 1989) è un'ex nuotatrice canadese.

## Carriera
Specializzata nella rana, ha conquistato la medaglia di bronzo sulla distanza dei 200m ai campionati mondiali di Shanghai 2011.

## Palmarès
- Mondiali

Shanghai 2011: bronzo nei 200m rana.
- Giochi Panamericani

Toronto 2015: argento nei 200m rana.